# مایکروسافت لومیا ۹۵۰
مایکروسافت لومیا ۹۵۰ به‌عنوان یکی از گوشی‌های مایکروسافت در سال ۲۰۱۵ معرفی شد.
مایکروسافت در این گوشی از دوربین اصلی ۲۰ مگاپیکسلی همراه با فلشی از نوع LED با نور سه رنگ و همچنین دوربین سلفی ۵ مگاپیکسلی استفاده کرده‌است. در کنار این دوربین استفاده از یکی از تراشه‌ای تراز اول دنیا یعنی اسنپ‌دراگون ۸۰۸ شرکت کوالکام همراه با ۳ گیگابایت رم جای هیچ‌گونه نگرانی از لحاظ سخت‌افزاری برای کاربران گوشی باقی نمی‌گذارد. مایکروسافت در کنار این تراشه، ۳۲ گیگابایت حافظهٔ داخلی قرار داده؛ البته امکان افزایش آن تا ۲۰۰ گیگابایت دیگر توسط کارت حافظهٔ جانبی برای لومیا ۹۵۰ فراهم‌شده است. مثل سایر گوشی‌های مایکروسافت، امکان استفاده از Wi-Fi، بلوتوث، رادیو و NFC در این گوشی هم وجود دارد. از طرفی مجهز شدن این گوشی به USB Type C تضمین می‌کند که لومیا ۹۵۰ می‌تواند با همین یک پورت از عهدهٔ هر کاری از شارژ شدن گرفته تا Continuum برآید.
این گوشی با پشتیبانی از یک سیم‌کارت و دو سمی کارت و شبکهٔ 4G روانهٔ بازار شده‌است. قطع سیم کارت در این گوشی ایز نانو می‌باشد.
با استفاده از این پنل‌ها لومیا ۹۵۰ علاوه برداشتن نمایشگری بزرگ می‌تواند مصرف انرژی را هم کنترل می‌کند. برای لومیا ۹۵۰ نمایشگری ۵٫۲ اینچی که رزولوشن ۲۵۶۰ در ۱۴۴۰ پیکسل دارد در نظر گرفته شده‌است. این نمایشگر از فناوری امولد استفاده می‌کند و می‌تواند تراکم ۵۶۴ پیکسل بر اینچ را به تصویر بکشد. همچنین باتری ۳۰۰۰ میلی‌آمپری که به کمک شارژر پرقدرت این گوشی بسیار سریع شارژ می‌شود، بازده خوبی با توجه به نمایشگر و تراشهٔ گوشی دارد.
از دیگر مشخصات این گوشی می‌توان به ضخامت ۸٫۲ میلی‌متری و وزن ۱۵۰ گرمی‌اش اشاره کرد. جنس بدنه گوشی از پلاستیک بوده و درب باتری آن نیز قابل بازشدن است.